# Alternate Endings
Alternate Endings es el primer álbum recopilatorio de la banda británica de post-hardcore Fightstar. Fue lanzado el 11 de agosto de 2008 por Gut Records. Incluye material inédito, caras B, versiones y grabaciones de radio en vivo de los cuatro años anteriores.

## Lista de canciones
| N.º | Título                                              | Producer          | Duración |  |
| 1.  | «Floods» (Live Lounge performance)                  | Simon Askew       | 3:46     |  |
| 2.  | «Where's the Money, Lebowski?»                      | Jason Wilcock     | 3:26     |  |
| 3.  | «Waitin' for a Superman» (cover de Flaming Lips)    | Simon Askew       | 3:29     |  |
| 4.  | «Amethyst» (incluye la pista oculta de "Hazy Eyes") | Mark Williams     | 7:19     |  |
| 5.  | «99» (en vivo)                                      | Simon Askew       | 4:03     |  |
| 6.  | «In Between Days» (cover de The Cure)               | Christian Wieland | 2:38     |  |
| 7.  | «Shinji Ikari»                                      | Jason Wilcock     | 3:59     |  |
| 8.  | «Dark Star»                                         | Jason Wilcock     | 3:43     |  |
| 9.  | «Gracious»                                          | Carl Bown         | 3:43     |  |
| 10. | «Fight for Us»                                      | Matt Hyde         | 4:08     |  |
| 11. | «Hold Out Your Arms» (en vivo acústico)             | Carl Bown         | 4:04     |  |
| 12. | «NERV/SEELE»                                        | Jason Wilcock     | 3:51     |  |
| 13. | «Zihuatanejo»                                       | Jason Wilcock     | 3:36     |  |
| 14. | «Breaking the Law» (cover de Judas Priest)          | Carl Bown         | 2:58     |  |
| 15. | «Minerva» (cover de Deftones)                       | Matt Hyde         | 2:51     |  |

## Personal
Fightstar
- Charlie Simpson – voz principal, guitarra rítmica, teclados, letras
- Alex Westaway – guitarra principal, voz, letras
- Dan Haigh – bajo, diseño
- Omar Abidi – batería, percusión